# 1422年
| 千纪： | 2千纪 |
| 世纪： | 14世纪 \| 15世纪 \| 16世纪                                                                                 |
| 年代： | 1390年代 \| 1400年代 \| 1410年代 \| 1420年代 \| 1430年代 \| 1440年代 \| 1450年代                           |
| 年份： | 1417年 \| 1418年 \| 1419年 \| 1420年 \| 1421年 \| 1422年 \| 1423年 \| 1424年 \| 1425年 \| 1426年 \| 1427年 |
| 纪年： | 壬寅年（虎年）；明永乐二十年；日本應永二十九年                                                             |

## 大事记
- 明成祖第三次親征漠北，圍攻興和的韃靼首領阿魯台乘夜逃離興和，明軍回師途中擊敗兀良哈部。
- 7月17日——條頓騎士團與波蘭王國和立陶宛大公國聯軍爆發戈盧布戰爭。
- 8月31日——英國國王亨利五世去世，其與瓦盧瓦的凱瑟琳所生的亨利六世繼承王位，由於年僅九個月，故由貝德福德公爵攝政。
- 9月27日——條頓騎士團與波蘭王國和立陶宛大公國聯軍簽署美羅和約，標誌戈盧布戰爭的結束，薩莫吉希亞永遠地回到了立陶宛大公國，結束雙方的領土爭議。
- 10月21日——法國國王查理六世去世，其外孫英國國王亨利六世根據《特魯瓦條約》繼承英國與法國王位，自稱英法聯合王國國王。
- 胡斯戰爭起義軍統帥揚•傑式卡在庫特納霍拉和涅梅茨布羅德交戰中，採用迂迴包圍戰術，再次擊敗神聖羅馬皇帝西吉斯蒙德發動的第二次十字軍進攻。
- 緬甸阿瓦王朝君主明康逝世，二子梯訶都即位。

## 逝世
- 5月30日——朝鲜太宗，朝鲜王朝第三任国王。(1367年出生）
- 8月31日——亨利五世，英格蘭蘭開斯特王朝國王。（1387年出生）
- 10月21日——查理六世，法國國王。
- 明康，緬甸阿瓦王朝君主。